# Doodlopende weg

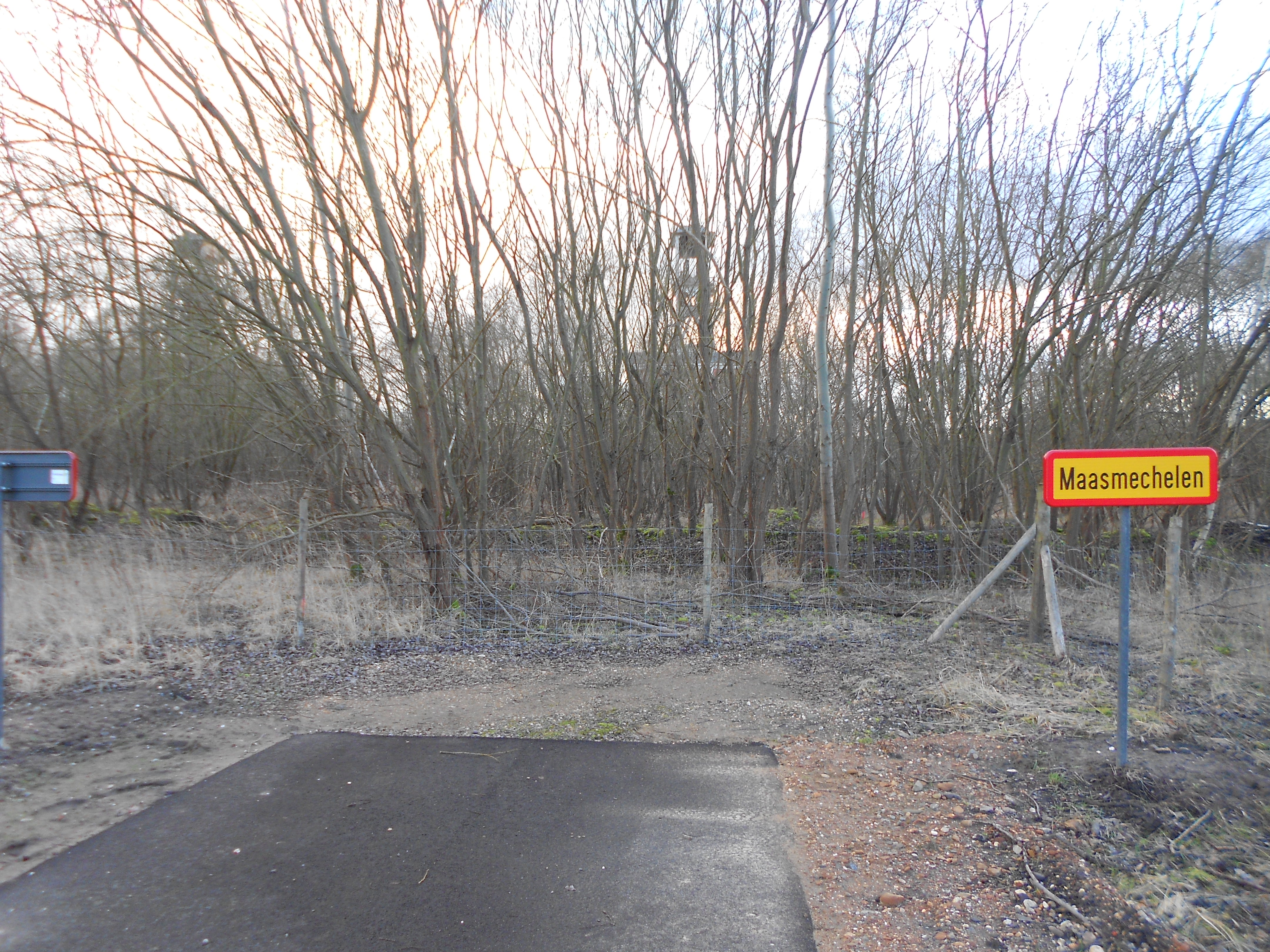
Doodlopende weg

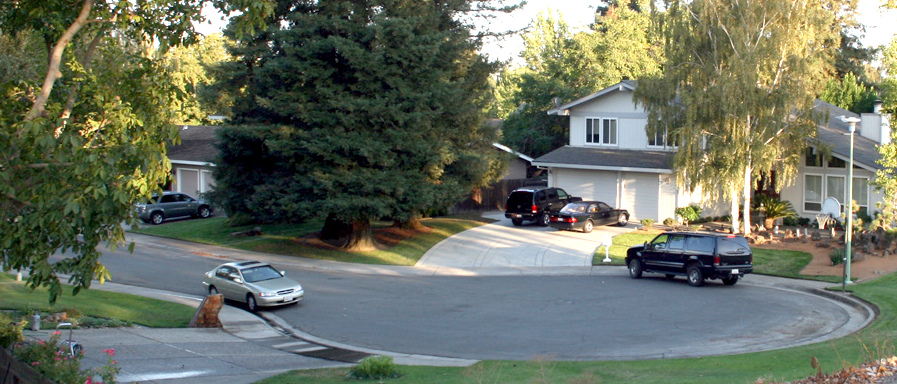
Een cul-de-sac in Sacramento, Californië

Een doodlopende weg is een straat of weg met slechts één ingang en waarvan de andere kant is afgesloten voor verkeer. 
In het Frans zegt men impasse, maar ook cul de sac komt voor. Het laatste betekent bodem van een zak. De Duitse term is Sackgasse - dus zaksteeg.
In de stedenbouw worden doodlopende wegen doelbewust gecreëerd, om straten te creëren met weinig verkeer, wat bijvoorbeeld wenselijk is in woongebieden. Soms is er aan het einde een opening die voetgangers en fietsers wel, maar wagens en andere brede voertuigen niet toelaat te passeren. Zo’n weg wordt een doorlopende weg genoemd.

## Impasse
Het Franse woord impasse kan ook figuurlijk gebruikt worden als een metafoor om een gedachtegang of actie aan te duiden die nergens toe leidt of een situatie die niet is op te lossen: Een weg die nergens toe leidt.

Verkeersbord voor een doodlopende weg
Verkeersbord voor een doodlopende zijweg